# Spurrite
La spurrite est un minéral blanc, jaune ou bleu clair de la famille des silicates possédant des cristaux monocliniques. Sa formule chimique est Ca5(SiO4)2CO3,. 
La spurrite se forme généralement dans des zones de métamorphisme de contact lorsque des magmas mafiques forment des intrusions dans des roches carbonatées. Le groupe d'espace de la spurrite est P 2/a. Elle est biaxe avec une biréfringence de 0,0390–0,0400, donnant des couleurs d'interférence de second ordre rouges lorsqu'elle observée avec des polariseurs croisés dans un microscope pétrographique.
Le calcium est en coordination sextuple avec l'oxygène, le silicium est en coordination quadruple avec l'oxygène et le carbone est en coordination double. Une caractéristique unique de la spurrite est qu'elle peut suivre deux lois de macle. Des macles polysynthétiques peuvent se former selon (001) et un autre type de macle peut se former parallèlement à ses axes optiques. 

## Découverte et occurrence
La spurrite fut décrite pour la première fois en 1908 pour une occurrence dans la Mine Terneras, district de Velardeña, État de Durango au Mexique. Elle est nommée d'après le géologue économiste américain Josiah Edward Spurr (1870–1950).
En plus de son topotype, la spurrite a été signalée dans le comté de Riverside en Californie ; dans le comté de Luna au Nouveau-Mexique ; et dans les Little Belt Mountains, comté de Lewis et Clark, dans le Montana. On la trouve également en Irlande, en Écosse, en Nouvelle-Zélande, en Turquie, en Israël, au Japon et en Sibérie.

## Contaminant lors de la fabrication du ciment
La spurrite forme des anneaux de spurrite sur les parois des fours à ciment lors de la production de ciment Portland.